# Gerald Fitch
Gerald Edwind Fitch (Columbus, 12 agosto 1982) è un ex cestista statunitense, professionista nella NBA e in Europa.

## Statistiche

### College
| Anno      | Squadra           | PG  | PT  | MP   | TC%  | 3P%  | TL%  | RP  | AP  | PRP | SP  | PP   |
| --------- | ----------------- | --- | --- | ---- | ---- | ---- | ---- | --- | --- | --- | --- | ---- |
| 2000-2001 | Kentucky Wildcats | 34  | 26  | 19,8 | 45,5 | 40,8 | 69,0 | 4,4 | 1,9 | 1,2 | 0,2 | 6,8  |
| 2001-2002 | Kentucky Wildcats | 28  | 23  | 27,1 | 45,5 | 34,5 | 69,6 | 5,4 | 1,6 | 1,6 | 0,0 | 8,9  |
| 2002-2003 | Kentucky Wildcats | 36  | 35  | 28,9 | 47,2 | 41,5 | 76,5 | 3,0 | 2,4 | 0,9 | 0,1 | 12,3 |
| 2003-2004 | Kentucky Wildcats | 29  | 23  | 29,8 | 43,1 | 40,1 | 76,0 | 4,1 | 1,4 | 1,3 | 0,1 | 16,2 |
| Carriera  | Carriera          | 127 | 107 | 26,3 | 45,2 | 39,6 | 73,6 | 4,2 | 1,8 | 1,2 | 0,1 | 11,0 |

### NBA

#### Regular Season
| Anno      | Squadra    | PG | PT | MP   | TC%  | 3P%  | TL%  | RP  | AP  | PRP | SP  | PP  |
| --------- | ---------- | -- | -- | ---- | ---- | ---- | ---- | --- | --- | --- | --- | --- |
| 2005-2006 | Miami Heat | 18 | 1  | 13,3 | 33,7 | 26,9 | 73,9 | 1,7 | 1,8 | 0,4 | 0,3 | 4,7 |
| Carriera  | Carriera   | 18 | 1  | 13,3 | 33,7 | 26,9 | 73,9 | 1,7 | 1,8 | 0,4 | 0,3 | 4,7 |